# Caribophyllum necopinum
Caribophyllum necopinum is een rechtvleugelig insect uit de familie sabelsprinkhanen (Tettigoniidae). De wetenschappelijke naam van deze soort is voor het eerst geldig gepubliceerd in 1947 door Rehn.